# Sardis (Géorgie)
Pour les articles homonymes, voir Sardis.
Sardis est une ville américaine située dans le comté de Burke, en Géorgie. Selon le recensement de 2020, sa population est de 995 habitants.

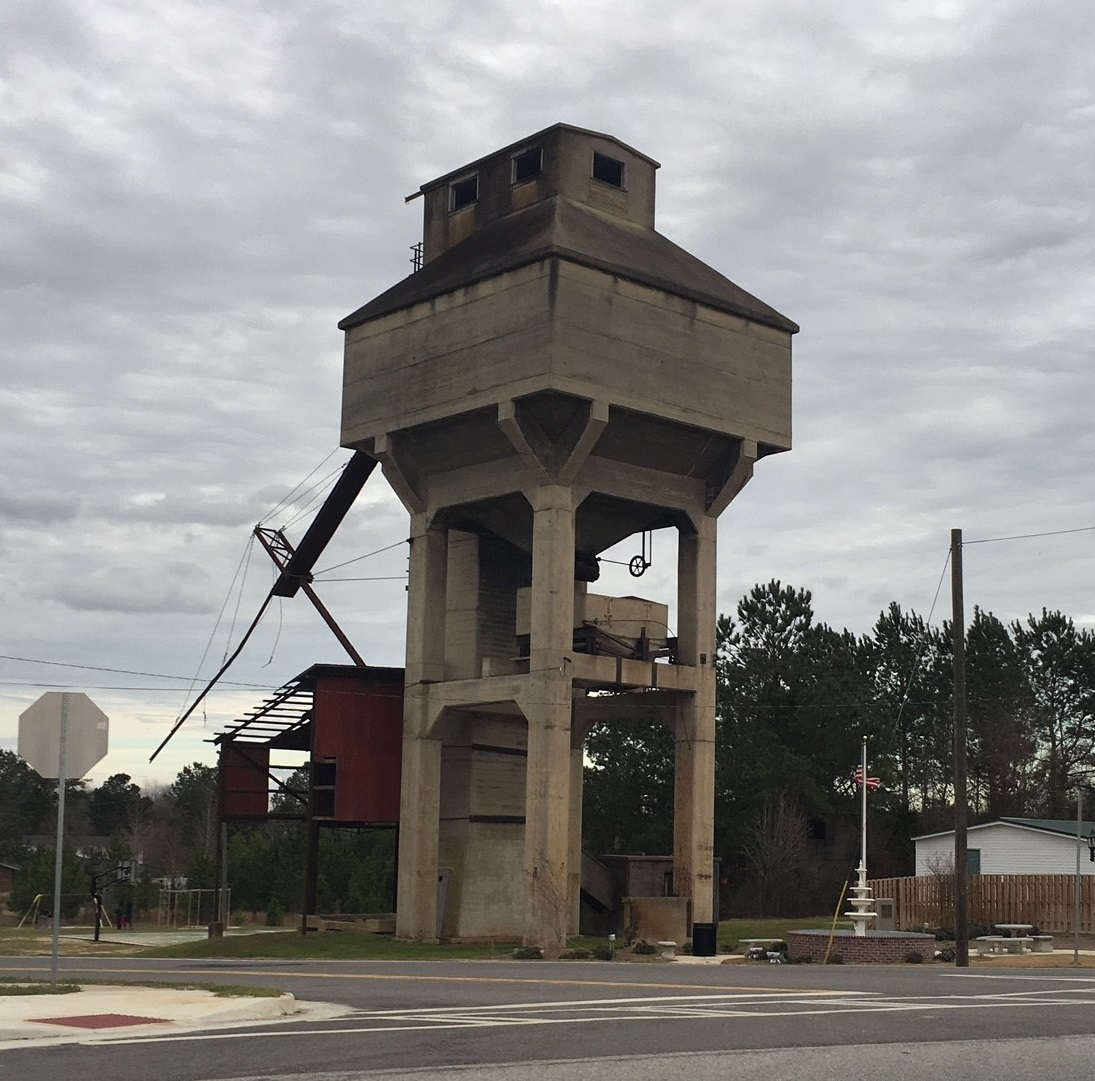
Chute de charbon à Sardis, Géorgie